# Yungipicus kizuki
A Yungipicus kizuki a madarak (Aves) osztályának harkályalakúak (Piciformes) rendjébe, ezen belül a harkályfélék (Picidae) családjába tartozó faj.

## Rendszerezése
A fajt Coenraad Jacob Temminck holland arisztokrata és zoológus írta le 1786-ban, a Picus nembe Picus kizuki néven. Sorolták a Picoides nembe Picoides kizuki néven és Dendrocopos nembe Dendrocopos kizuki néven is.

## Alfajai
- Yungipicus kizuki permutatus (Meise, 1934) - Kína északkeleti része, Szibéria délkeleti része és a Koreai-félsziget északi része
- Yungipicus kizuki seebohmi (Hargitt, 1884) - Szahalin, a Kuril-szigetek és Hokkaidó
- Yungipicus kizuki nippon (Nagamichi Kuroda, 1922) - Közép-Kína keleti része, a Koreai-félsziget déli része és Honsú
- Yungipicus kizuki shikokuensis (Nagamichi Kuroda, 1922) - Honsú délkeleti része és Sikoku
- Yungipicus kizuki kizuki (Temminck, 1836) - Kjúsú
- Yungipicus kizuki matsudairai (Nagamichi Kuroda, 1921) - Jakusima és az Izu-szigetek
- Yungipicus kizuki kotataki (Nagamichi Kuroda, 1922) - Cusima és az Oki-szigetek
- Yungipicus kizuki amamii (Nagamichi Kuroda, 1922) - Amani (a Rjúkjú-szigetek északi részén)
- Yungipicus kizuki nigrescens (Seebohm, 1887) - Okinava
- Yungipicus kizuki orii (Nagamichi Kuroda, 1923) - Iriomote[2]

## Előfordulása
Délkelet-Ázsiában, Dél-Korea, Észak-Korea, Japán, Kína és Oroszország területén honos. Természetes élőhelyei a tűlevelű erdők, mérsékelt övi lombhullató erdők, szubtrópusi és trópusi síkvidéki és hegyi esőerdők, valamint városi környezet. Állandó, nem vonuló faj.

## Megjelenése
Testhossza 15 centiméter, testtömege 18-26 gramm.
|  |

## Természetvédelmi helyzete
Az elterjedési területe rendkívül nagy, egyedszáma pedig stabil. A Természetvédelmi Világszövetség Vörös listáján nem fenyegetett fajként szerepel.